# 三重県立杉の子特別支援学校
三重県立杉の子特別支援学校（みえけんりつ すぎのことくべつしえんがっこう）は、三重県鈴鹿市加佐登にある公立特別支援学校。

## 特徴
独立行政法人国立病院機構鈴鹿病院に隣接した病院併設型の特別支援学校である。肢体不自由部門と知的障害部門が設置されている。なお、高等部の知的障害部門は「石薬師分校」として分離し、三重県立石薬師高等学校と同じ建物内に置かれている。

## 所在地
- 本校 - 三重県鈴鹿市加佐登3－2－2
- 石薬師分校 - 三重県鈴鹿市石薬師町字寺東452 三重県立石薬師高等学校内

## 通学区域
- 肢体不自由部門 -独立行政法人国立病院機構鈴鹿病院入院者。
- 知的障害部門 - 鈴鹿市、亀山市

## 交通
本校
- JR東海関西本線 加佐登駅下車、徒歩約10分。
- 近鉄鈴鹿線 平田町駅下車、C-BUS（鈴鹿市コミュニティバス）（椿・平田線）にて「加佐登神社前」バス停下車、徒歩約5分。

石薬師分校
- 近鉄名古屋線ほか 近鉄四日市駅下車、三重交通（53系統）にて「佐々木記念館」バス停下車、徒歩約7分。
- 近鉄鈴鹿線 鈴鹿市駅・JR東海関西本線 河曲駅下車、C-BUS（庄内・神戸線）にて「石薬師高校」バス停下車、徒歩約3分。

## 設置学部
- 小学部 - 初等教育を行う課程。
- 中学部 - 前期中等教育を行う課程。
- 高等部 - 後期中等教育を行う課程。知的障害者クラスのみ石薬師分校に設置。

## 歴史
- 1974年（昭和49年）6月19日 - 三重県立養護学校鈴鹿分校として開校。
- 1977年（昭和52年）4月1日 - 三重県立養護学校から分離独立し、三重県立杉の子養護学校となる。
- 1979年（昭和54年）4月1日 - 訪問教育を開始。
- 1989年（平成元年）4月1日 - 高等部を設置。
- 1999年（平成11年）4月1日 - 高等部の訪問教育を開始。
- 2007年（平成19年）4月1日 -校名を、三重県立杉の子特別支援学校に変更。
- 2008年（平成20年）4月1日 - 知的障害部門を設置し、西日野にじ学園 の学区のうち鈴鹿市と亀山市が本校の学区となる。
- 2010年（平成22年）4月1日 - 高等部の知的障害部門を、三重県立石薬師高等学校内に設けた石薬師分校に移管。